# Друц, Ефим Адольфович
Ефим Адольфович Друц (1937—2018) — советский и российский поэт, писатель, этнограф. Знаток цыганского быта, культуры и фольклора. Член Географического общества России по отделу этнографии при Академии наук России, член совета по малочисленным народностям Российского международного фонда культуры, член союза писателей России, член союза писателей Москвы, член союза литераторов России.

## Биография
Родился в 1937 году в Москве. С 1963 по 1971 год руководил литературным объединением Спектр. В 1970-х годах кочевал с цыганскими таборами, записывал цыганские песни, сказки, изучал культуру и быт цыган. В 1980-х годах издал множество книг о жизни цыган. Автор 13 поэтических книг, романов о цыганах, фольклорных сборников.
Умер 3 февраля 2018 года. Прах захоронен в колумбарии на Николо-Архангельском кладбище.

## Книги

### Поэзия
- Мелодии судьбы / [Оформ.: И. Евланова]. — М.: ОАО Тип. «Нефтяник», Б.г. — 60 с.
- Колдовской напиток. — М.: Тип. «Нефтяник», 1996. — 123 с.
- Ночная звезда: Стихи. — М.: Тип. «Нефтяник», 1996. — 36 с.
- Солнце слепых: Избр. стихи. — М.: Тип. «Нефтяник», 1997. — 27 с.
- Цыганская душа / [Худож. И. Евланова]. — М.: ОАО Тип. «Нефтяник», 1997. — 26 с.
- Рукою Бога / Худож. О. Романова, И. Евланова. — Москва: Теург, 1998. — 73 с., ил.
- Сын человеческий: Избранные стихи. — М.: Алтей-Бук, 2007. — 287 с., ил.
- Душа растворяется в речи. — М.: Возрождение, 2009. — 99 с., ил.
- Мир тебе, земля моя… — М.: Возрождение, 2009. — 107 с.
- Цыганские рапсодии. — М.: Итеп, 2009. — 123 с., ил., портр.

### Проза
- Цыганка Стелла: Роман. — М.: Сов. писатель, 1986. — 256 с., ил.
- Месть цыгана: [Роман, повесть]. — М.: Эксмо, 1995. — 343 с. — (Русский бестселлер. РБ).
- Цыганский барон: [Романы, повесть]. — М.: Эксмо: Фирма «Амальтея», 1995. — 430 с. — (Чтение 1).
- Волки: Роман / [Худож. О. Хренихина, А. Хренихин]. — М.: Локид, 1997. — 394 с., ил. — (Современный российский детектив).
- Душа и кровь: Роман. — М.: Кн. палата, 1998. — 400 с. — (Увлекательное чтение).
- Цыганские романы. — Москва: Терра-Кн. клуб, 1998. — 461 с., ил. — (Терра-детектив).

### Для детей
- Друц Е., Гесслер А. Мудрое решение: [Для детей] / [Худож. А. Крысов]. — М.: ТОО «Алтей», [1995]. — [19] с., включ. обл., цв. ил.
- Рыжая лошадь: [Для детей] / [Худож. А. Крысов]. — М.: ООО «Алтей-М», [1995]. — [19] с., в основном цв. ил.
- Друц Е., Исматулаева И. Правдивая история: [Стихи: Для дошк. возраста]. — М.: ООО «Алтей-М», [1997]. — [11] с., цв. ил.
- Как заяц сам себя перехитрил. — М.: Алтей, [1998]. — [6] с., цв. ил. — (Мультфильмы — малышам).
- Чижик: [Для детей дошк. возраста] / Худож. И. Шиповская. — М.: Алтей-М, 1999. — [4] л. цв. ил. — (Мультфильмы — малышам).
- Астроном: [Для детей дошк. возраста]. — М.: Алтей и К°, 2001. — [10] с., цв. ил. — (Мультфильмы — малышам).
- Галка и воробей: [Для чтения взрослыми детям] / Худож. С. Даниленко. — М.: Алтей-Бук: Алтей и К°, 2005. — [10] с., цв. ил.
- Вася: [Для чтения взрослыми детям] / Худож. А. Малиновская. — М.: Алтей К°, 2013. — [6] с., цв. ил. — (Стихи для малышей).

### Фольклористика, этнография
- Сказки и песни, рождённые в дороге: Цыган. фольклор / [Сост., запись, пер., предисл., коммент. Е. Друца и А. Гесслера]. — М.: Наука, 1985. — 520 с., нот. ил.
- Сказки и песни цыган России / [Сост., вступ. ст. и коммент. Е. Друца, А. Гесслера; Илл. В. Гошко, Э. Шагеева]. — М.: Правда, 1987. — 367 с., ил.
- Фольклор русских цыган: [Сб. / Сост., запись, пер. с цыган., предисл. Е. Друца, А. Гесслера; Худож. Г. И. Шиф]. — М.: Наука, 1987. — 287 с., ил.
- Народные песни русских цыган: Для пения (соло, анс., хор) с букв.-цифр. обозначением сопровожд. / Сост. и авт. примеч. Е. Друц и А. Гесслер; Ред. и вступ. ст. В. М. Щурова. — М.: Сов. композитор, 1988. — 184 с.
- Друц Е., Гесслер А. Цыгане: Очерки. — М.: Сов. писатель, 1990. — 333 с., [32] л. ил.
- Друц Е., Гесслер А. Сказка о Вайде — богатом барине, его жене Руже-красавице и о том, что было с ними и до них: [Для мл. шк. возраста] / Рис. А. Канарейкиной. — Л.: Дет. лит., Ленингр. отд-ние, 1991. — 47 с., цв. ил.
- Сказки цыган России / [Запись, пер. с цыган., вступ. ст. и коммент. Е. Друца, А. Гесслера]. — М.: Агентство печати им. Сабашниковых, 1991. — 317 с. — (Легенды, мифы и сказки; № 1).
- Сказки цыган СССР / [Сост., запись текстов, пер., предисл. и коммент. Е. Друца и А. Гесслера]. — М.: Наука, 1991. — 398 с.
- Цыганские плутовские сказки и анекдоты / Вступ. ст., запись и пер. Е. Друца, А. Гесслера; [Ил. А. Остроменцкого]. — М.: Агентство печати им. Сабашниковых, 1991. — 79 с., ил. — (Легенды, мифы и сказки; № 2).
- Золотые кирпичи: Цыган. нар. сказки: [Для мл. шк. возраста] / Пересказали для детей Е. Друц, А. Гесслер; [Худож. Д. Махашвили, Ю. Панипартова]. — М.: Дет. лит., 1992. — 175 с., цв. ил. ISBN 5-270-01386-X
- Золотые мониста: Сказки и песни цыган / Пер. с цыган. Е. Друца, А. Гесслера и В. Савельева; Вступ. статья Е. Друца и А. Гесслера; Худож. В. Котанов. — М.: Современник, 1992. — 496 с., ил.
- Цыганские сказки / Пересказ и предисл. Е. Друца, А. Гесслера. — М.: КРОН-пресс: Ключ, 1993. — 142 с., ил.

## Об авторе
- Любовь Рыжкова. Пилигрим из племени поэтов. О Ефиме Друце // Слово/Word (Нью-Йорк), 2022, № 115. 30.08.2022. [Электронный ресурс]. URL: http://litbook.ru/article/17055/